# 中川まり子
中川 まり子（なかがわ まりこ、1950年7月4日 - ）とは、日本の女性声優。三重県出身。

## 略歴
テレビタレントセンター出身。黒沢良事務所、江崎プロダクションに所属していた。

## 人物
声種はやわらかくて女らしい声、情熱的で厚みのある声。
趣味・特技はテニス、読書、書道二段。

## 主な出演作品

### テレビアニメ
- 破裏拳ポリマー（1974年、タイフーン）
- 宇宙の騎士テッカマン（1975年、ボビー）
- ヤッターマン（1977年、息子、ポリチネロ、ピーター、少年、子供、くん平、銀次郎）
- ザ・ウルトラマン（1979年、宏）
- 超合体魔術ロボ ギンガイザー（1979年、メガネ、カズオ）

### 吹き替え
- エアポート'75
- サンダーバード6号（ミンミン）
- 野生のエルザ#映画 ※1972年の月曜ロードショー